# Fall Creek Stone Arch Bridge
Fall Creek Stone Arch Bridge – zabytkowy most, jest położony we wsi Payson w hrabstwie Adams w amerykańskim stanie Illinois. Przebiega przez strumień Fall Creek około 2,4 kilometra na północny wschód od Payson Road, w górę rzek od miasta. Most został wpisany do Narodowego Rejestru Miejsc Historycznych 7 października 1996

## Historia
Nie wiadomo kiedy dokładnie most został wybudowany, ale przypuszcza się, że powstał na początku XIX wieku. The Fall Creek Stone Arch Bridge przebiega nad Fall Creek przepięknym łukiem, szerokim na 43 stopy i wysokim na 35 stóp nad strumieniem. Most skonstruowany został z wapienia, który został wydobyty niedaleko. Dokumenty dotyczące jego konstrukcji zostały zniszczone podczas pożaru w latach 80. XIX wieku.